# Rayeuk Meunye
Rayeuk Meunye is een bestuurslaag in het regentschap Aceh Utara van de provincie Atjeh, Indonesië. Rayeuk Meunye telt 719 inwoners (volkstelling 2010).